# ГМ1 ганглиозидоза
ГМ1 ганглиозидоза је прогресивни, неурозоматски, лизозомални поремећај складиштења узрокован мутацијама у ГЛБ1 гена који кодира ензим β-галактозидазу. Одсуство или смањена активност β-галактозидазе доводи до акумулације гликокоњугата који садрже β-повезану галактозу, укључујући гликосфинголипид (ГСЛ) ГМ1 ганглиозид у неуронском ткиву.
ГМ1 ганглиозидоза је класификована у три облика:  Тип I (инфантилни), Тип II (касно-инфантилни и јувенилни) и Тип III (одрасли), на основу старости почетка клиничких симптома, иако јe поремећај у ствари континуитет што само делимично корелира са нивоима преостале активности ензима. Тешки неурокогнитивни пад је карактеристика болести типа I и II и повезан је са превременом смртношћу. Већина мутација β-галактозидазе које изазивају болести објављене у литератури су груписане у егзонима 2, 6, 15 и 16 ГЛБ1 ген. До сада је описана 261 патогена варијанта, а најчешће су мисенсе/бесмислене мутације.

## Етиопатогенеза
ГМ1 ганглиозидоза је тежак ЛСД који је подржан сложеним патофизиолошким механизмима. Бројне болести које изазивају ГЛБ1пријављене су мутације. Међутим, било је тешко успоставити корелацију генотип-фенотип делимично због начина на који се ензим обично анализира у узорцима пацијената.
Поред тога, на клинички исход болести код пацијената могу снажно утицати посттранслациони и регулаторни механизми који контролишу катаболизам ГМ1 који могу варирати од пацијента до пацијента. Ова упозорења траже даље разјашњење ћелијске патофизиологије која је у основи ове болести која може побољшати разумевање фундаменталне ћелијске биологије ГМ1 ганглиозида и ензимског комплекса који регулише његов катаболизам у лизозому.

## Клиничка слика
Међу три подтипа ГМ1 ганглиозидозе, инфантилни облик је најтежи, са појавом симптома пре 6 месеци живота и смрћу у раном детињству.  Један од најранијих знакова који се могу уочити код инфантилне болести пренатално је хидропс феталис, који је повезан са многим тешким случајевима ЛСД-а, и требало би да подстакне истрагу о основним узроцима овог фенотипа. Рана дијагноза болести инфантилног почетка имала би највеће шансе за успешну терапијску интервенцију.
Тип II се састоји од касних инфантилних и јувенилних подтипова. Пацијенти са касном инфантилном болешћу достижу развојне прекретнице са 12 месеци, али имају почетак симптома углавном између 12 и 24 месеца. Пацијенти брзо губе способност кретања и имају потешкоћа са гутањем и руковањем секретом што захтева постављање гастростоме. Касни инфантилни пацијенти подлегну својој болести до средине друге деценије.
Малолетни пацијенти почињу са 3-5 година, након што су научили да ходају, трче и говоре реченицама. Први симптоми могу бити несигуран ход, чести падови и „муцање“ говора које напредује до атаксије и дизартрије. Деца постају неспособна да ходају без помоћи, а затим губе способност да ходају. Дизартрија напредује до немогућности ефикасног гутања и каснијег губитка тежине, што захтева постављање гастростомске цеви. Деца са јувенилним почетком болести могу да доживе своју 4. деценију живота.
Почетак ГМ1 код одраслих представља ослабљен облик са споријом прогресијом болести и веома благим дисморфним карактеристикама, и већом клиничком варијабилности. Почетак симптома се јавља у раном детињству до касних тинејџерских година, као што је описано код појединаца јапанског порекла.
Пацијенти са свим типовима ГМ1 ганглиозидозе могу имати променљиву скелетну болест укључујући пецтус царинатум са променама кичме и ребара које доводе до рестриктивне болести плућа. Радиографске промене могу омогућити диференцијацију између касног инфантилног и јувенилног облика болести типа II. Одонтоидна хипоплазија, као што је примећена код свих касних инфантилних пацијената, али не и код малолетних пацијената, захтева процену цервикалне кичме код касних инфантилних пацијената пре анестезије и анестетичку негу коју оптимално пружају педијатријски анестезиолози са искуством код пацијената са патологијом вратне кичме како би се спречио периоперативни морбидитет (морбидитет или морталитет).
Прогресивна природа неуролошке болести код ГМ1 ганглиозидозе захтева пажљиво праћење. Биомаркери у крви, урину и биомаркери ЦСФ могу бити потенцијално корисни у том погледу.  Прогресија болести се такође може пратити коришћењем минимално инвазивног неуроимагинга. Код болести типа II и касни инфантилни и јувенилни пацијенти показују прогресивну атрофију у великом и малом мозгу са већом варијабилности и споријом прогресијом у јувенилном подтипу. Квантитативна магнетна резонантна спектроскопија (МРС) показује растуће дефиците Н - ацетил аспартата (НАА) у многим регионима мозга са већим и бржим дефицитима који се виде код брже прогресивног касног инфантилног подтипа. Ови биомаркери прогресије болести такође су у корелацији са развојном прогресијом болести и могу послужити као корисне мере исхода за клиничка испитивања.
За разлику од ГМ1 ганглиозидозе, пацијенти са Моркио Б болешћу  немају болест ЦНС, али могу имати неуролошки компромис због основне болести скелета, као што је компресија кичменог нерва.

## Генотипови
Постоји лоша корелација генотип-фенотип код ГМ1 ганглиозидозе која се показује клиничком варијабилности у старости почетка и прогресије болести чак и између браће и сестара са истим генотипом. Може се спекулисати да су полиморфизми или мутације у другим генима β-ГАЛ комплекса, заштитног протеина/катепсина А (ППЦА) и неураминидазе 1 (НЕУ1) (видети слику 1.) може објаснити ову варијабилност. Додатно ограничење за постизање тачне корелације генотип-фенотип представља начин на који се ензимски тест обично изводи коришћењем растворљивог флуорогеног супстрата који не одражава топологију и мембранско микроокружење природног супстрата, ГМ1 ганглиозида. Штавише, регулаторни и пост-транслациони механизми који модулишу катаболизам ГМ1 даље ометају тачно предвиђање клиничког тока болести код пацијената, ако се заснива само на резидуалној активности ензима против синтетичког супстрата.
Већина пацијената са ГМ1 ганглиозидозом су сложени хетерозиготи и осим биалелних нултих мутација које производе болест типа И, тешко је приписати специфичне фенотипове било којој појединачној мутацији. Покушане су генерализације засноване на кристалографској структури ензима β-ГАЛ. Мутације повезане са ганглиозидозом типа И/инфантилним почетком ГМ1 ганглиозидозе, углавном се налазе у региону језгра протеина и изазивају нестабилност β-гал, док су мутације повезане са блажим фенотиповима, као што су типови II и III ГМ1 ганглиозидозе, обично на површина протеина.
Недавно је одређивање 3Д структуре мишјег β-гал у комплексу са ППЦА открило да неке мутације на конзервираним остацима аминокиселина пронађене код пацијената са ГМ1 ганглиозидозом утичу на формирање комплекса. Ови налази додатно компликују корелацију генотип-фенотип, у односу на пенетрацију специфичних фенотипова болести.
Од укупно 261 пријављене патогене варијанте повезане са фенотипом ГМ1 ганглиозидозе и/или Моркио Б болести, већина њих су неразумне/бесмислице (194), а остале су замене:
- за спајање (20),
- мале делеције (25),
- малa уметањa/дупликације (17),
- мали индели (2),
- бруто уметање/дупликације (2) и
- једно велико брисање.

Највећи број мутација налази се у егзонима:
- 2 (26 варијанти),
- 6 (23 варијанте),
- 15 (21 варијанта) и
- 16 (24 варијанте).

Претходни извештаји имплицирају егзоне 2, 6 и 15  као жаришта за мутације, међутим егзон 16 такође садржи више патогених варијанти.

## Терапија
Све до недавно, терапија за ГМ1 ганглиозидозу била је ограничена на симптоматско лечење. Међутим, неколико експерименталних терапија је испробано на мишјим  и мачјим моделима. Пошто ГМ1 првенствено утиче на мозак, циљана испорука мора да прође крвно-мождану баријеру (КМБ) или да се испоручи директно у мозак. 

### Терапија редукције супстрата
Образложење терапије редукције супстрата (СРТ) је употреба инхибитора малих молекула ензима одговорних за биосинтезу ускладиштених супстрата. На пример, миглустат, је Н -алкиловани иминошећер који је реверзибилни компетитивни инхибитор глукозилцерамид синтазе, ензима који катализује први посвећени корак у биосинтези већине гликосфинголипида, укључујући ганглиозиде .
Овај приступ има за циљ да уравнотежи брзину биосинтезе гликосфинголипида са поремећеном стопом катаболизма гликосфинголипида. Миглустат прелази крвно-мождану баријеру и тако се у принципу може применити за лечење болести складиштења гликосфинголипида које утичу на периферију и мозак. Миглустат је одобрен за лечење типа 1 Гoшеове болести 2002. године и Ниман-Пикове болести типа Ц 2009. године.
Миглустат је такође предложен за лечење ГМ1 ганглиозидозе, јер је установљено да је миглустат смањио ГМ1 ганглиозид у централном нервном систему мишјег модела са ГМ1 ганглиозидозом, и довео је до функционалних побољшања и смањења запаљења мозга.
Упркос доказаној ефикасности миглустата код других поремећаја складиштења, његова употреба код ГМ1 ганглиозидозе типа  II је тестирана само код неколико пацијената. Током  2007. години истраживачи су известили да је примена миглустата побољшала неуролошке функције код два пацијента са јувенилном ГМ1 ганглиозидозом. А описали су и лично неуролошко побољшање код јувенилног облика болести.
Миглустат у комбинацији са кетогеном исхраном коришћен је за лечење деце са ГМ1 и ГМ2 ганглиозидозом. Циљ ове студије је био да се сазна да ли ће синергистички ентерални режим за лечење ганглиозидоза показати побољшање укупног преживљавања и клиничке користи у неуроразвојним способностима код деце са болестима ганглиозидозе.
Венглустат, је још један СРТ лек који се хемијски разликује од миглустата и дизајниран посебно да пређе крвно-мождану баријеру. Он је орално доступан инхибитор ензима глукозилцерамид синтазе. Тренутно се истражује за ГМ1 ганглиозидозу и неколико друге лизозомне болести складиштења на истом путу деградације, укључујући касну ГМ2-ганглиозидозу (Теј-Саксову и Сандхофову болест), Фабријеву болест и неуронопатску Гошеову болест (тип III).

### Ензимска терапија
Ензимско појачавање терапије (ЕЕТ), такође названо фармаколошком шаперонском терапијом, предложено је за ГМ1.  Циљ је да се користе мали молекули за стабилизацију потенцијално нестабилних или погрешно савијених мутантних протеина у ендоплазматском ретикулуму како би се побољшала испорука лизозома и повећао полуживот. Мали молекули пратиоци који прелазе крвно-мождану баријеру, били би предуслов за поремећаје са захваћеношћу ЦНС.
Неколико фармаколошких пратиоца укључујући галактозу, Н -октил-4-епи-β-валиенамин (НОЕВ) алкилиране или флуороване деривате Н -бутилдеоксинојиримицина (НБ-ДЊ) и (5аР)-5а-Ц-пентил-4-епиизофагомин су тестиран против бројних ГЛБ1 мутантних ензима.
Третман НОЕВ, аналогом галактозе, у раној фази болести смањио је прогресију болести и продужено преживљавање у мишјем моделу ГМ1 ганглиозидозе. Утврђено је да једињење прелази крвно-мождану баријеру за испоруку ЦНС.
Заједно, показало се да десетине ћелијских линија пацијената са мисенсе мутацијама реагују на горе наведене пратиоце, што у неким случајевима доводи до веће од 10-15% преостале β-гал активности довољне да се избегне акумулација супстрата.
Фармаколошки пратиоци имају широку дистрибуцију у ткивима и могу се давати орално; што се сматраа главним предностима за лечење. Поред тога, показало се да раде синергистички са другим терапијама, као што је ЕРТ.

### Терапија замене ензима
Ензимска супституциона терапија (ЕРТ) као потенцијални третман за ГМ1 ганглиозидозу је прво тестирана коришћењем пречишћеног,  или рекомбинантног,  мачјег β-гал ензима ин витро . 
Пошто β-гал не може да пређе крвно-мождану баријеру, коришћено је неколико терапијских стратегија „тројанског коња“, укључујући стварање фузионих протеина ензима са лектинском подјединицом токсина Б (РТБ) рицина који инактивира рибозоме, и на карбоксилни крај тешког ланца мишјег химерног моноклонског антитела против мишјег трансферинског рецептора (мТфР-ГЛБ1).
Инкапсулација β-гал ензима у вештачке наночестице за пролазак кроз крвно-мождану баријеру такође је експериментисана ин витро. Механичко пробијање крвно-мождане баријере описао је Чен са сарадницима који су користили директну интрацеребровентрикуларну (ИЦВ) инјекцију рхβ-гал β- гал –/– мишевима, што је довело до нормализације неуропатологије.

### Трансплантација матичних ћелија
Трансплантација матичних ћелија (СЦТ) у раној фази болести може ублажити симптоме код ГМ1 ганглиозидозе, иако би за оптималну корист, попут Краббеове болести, трансплантација морала да се обави у првих неколико недеља живота ; снажан аргумент за универзални скрининг новорођенчади на ГМ1 болест. Иако се може успешно користити у ГМ1 ганглиозидози и може смањити висцералне карактеристике, дуготрајна корекција неуролошких симптома је мање вероватна. Побољшање је примећено код бебе са ГМ1 ганглиозидозом од 7 месеци која се након СЦТ развија нормално све док регресија није забележена у доби од 20–25 месеци. Ризик од смртности у вези са процедуром са трансплантацијом се смањио са побољшањима у режимима хемотерапије и треба га размотрити у случајевима веома ране дијагнозе са ограниченим терапијским могућностима.

### Генска терапија
Претклиничке студије на моделима мишева резултирале су продуженим животним веком, обнављањем активности β-гал и смањеним нивоима складиштења у ЦНС-у и периферним органима. Након успешног третмана на мишу студије су проширене на модел мачака са драматичним одговором у широкој распрострањености. дистрибуција β-гал ензима, побољшана функција и знатно продужен животни век.  Драматично побољшање примећено код мишјих и мачјих модела,што је утрло пут заин витростудије на људским церебралним органоидима,  и накнадна клиничка испитивања фазе I код пацијената са болешћу типа I и типа II.